# Conscription confédérées de 1862 à 1864
 (mai 2025).
 (août 2023).
La mise en forme du texte ne suit pas les recommandations de Wikipédia : il faut le « wikifier ».
Les points d'amélioration suivants sont les cas les plus fréquents. Le détail des points à revoir est peut-être précisé sur la page de discussion.
- Les titres sont pré-formatés par le logiciel. Ils ne sont ni en capitales, ni en gras.
- Le texte ne doit pas être écrit en capitales (les noms de famille non plus), ni en gras, ni en italique, ni en « petit »…
- Le gras n'est utilisé que pour surligner le titre de l'article dans l'introduction, une seule fois.
- L'italique est rarement utilisé : mots en langue étrangère, titres d'œuvres, noms de bateaux, etc.
- Les citations ne sont pas en italique mais en corps de texte normal. Elles sont entourées par des guillemets français : « et ».
- Les listes à puces sont à éviter, des paragraphes rédigés étant largement préférés. Les tableaux sont à réserver à la présentation de données structurées (résultats, etc.).
- Les appels de note de bas de page (petits chiffres en exposant, introduits par l'outil «  Source ») sont à placer entre la fin de phrase et le point final[comme ça].
- Les liens internes (vers d'autres articles de Wikipédia) sont à choisir avec parcimonie. Créez des liens vers des articles approfondissant le sujet. Les termes génériques sans rapport avec le sujet sont à éviter, ainsi que les répétitions de liens vers un même terme.
- Les liens externes sont à placer uniquement dans une section « Liens externes », à la fin de l'article. Ces liens sont à choisir avec parcimonie suivant les règles définies. Si un lien sert de source à l'article, son insertion dans le texte est à faire par les notes de bas de page.
- La présentation des références doit suivre les conventions bibliographiques. Il est recommandé d'utiliser les modèles {{Ouvrage}}, {{Chapitre}}, {{Article}}, {{Lien web}} et/ou {{Bibliographie}}. Le mode d'édition visuel peut mettre en forme automatiquement les références.
- Insérer une infobox (cadre d'informations à droite) n'est pas obligatoire pour parachever la mise en page.

Pour une aide détaillée, merci de consulter Aide:Wikification.
Si vous pensez que ces points ont été résolus, vous pouvez retirer ce bandeau et améliorer la mise en forme d'un autre article.
Les conscription confédérés, de 1862 à 1864, étaient une série de mesures prises par le gouvernement confédéré afin de se procurer la main-d'œuvre nécessaire au combat lors de la guerre de sécession.
La première loi sur la conscription, votée le 16 avril 1862, permet à tout homme blanc âgé de 18 à 35 ans d'être passible de trois ans de service militaire. Le 27 septembre 1862, la seconde étend la limite d'âge à 45 ans. La troisième, votée le 17 février 1864, l'étend encore de 17 à 50 ans, pour un service d'une durée illimitée.
À l'origine, toute personne recrutée pouvait embaucher un remplaçant, une mesure fortement critiquée et abolie le 28 décembre 1863. De plus, une loi du 21 avril 1862 crée des occupations réservées exclues du projet. Le 11 octobre 1862, une nouvelle loi d'exemption, bientôt surnommée la « loi des vingt nègres » est approuvée. La troisième conscription limite le nombre d'occupations réservées, mais bien que très critiquée, elle conserve la « loi des vingt nègres » sous une forme modifiée. Afin d'encourager le volontariat, la première loi permet aux régiments existants d'élire de nouveaux officiers. Le troisième acte autorise également l'élection d'officiers dans les régiments formés par les nouveaux groupes d'âge entrant dans le service militaire.
Les débats sur la conscription reflétaient la lutte politique dans la Confédération entre ceux qui considéraient ces actes comme d'autres exemples de la menace à la liberté posée par la centralisation du pouvoir, et la suspension de l'habeas corpus. Leurs opposants y voyaient un exécutif central fort et des mesures essentielles pour préserver l'indépendance du Sud.
Plusieurs États ont adopté des législations contre ces mesures, en plus de simplement se cacher, les conscrits ont violemment résistés aux agents de conscription du gouvernement confédéré, reflétant des conflits similaires dans le Nord, notamment lors des émeutes de la conscription de New York. Certains comtés furent même sécession de la Confédération, se déclarant appartenant au gouvernement de l'Union, en 1864 le projet du Sud était devenu pratiquement inapplicable.

## Contexte

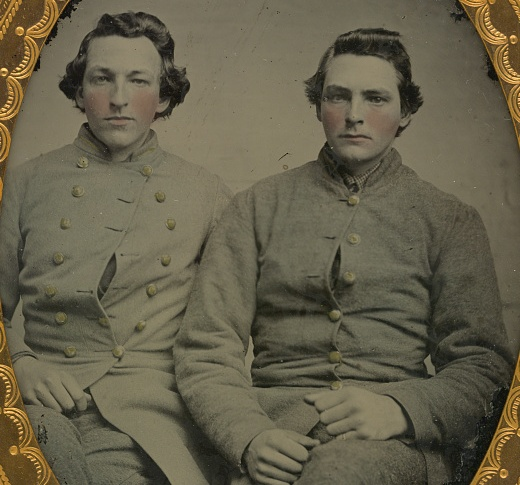
Deux frères du 34th North Carolina Infantry Regiment qui se portèrent volontaires au printemps 1861.

En avril 1861, environ la moitié de ceux qui s'enrôle dans l'armée provisoire des États confédérés le font pour une période de trois ans, les autres pour douze mois seulement. En décembre, alors que la guerre était loin d'une éventuelle fin, les autorités confédérées firent face à la perte de 148 régiments, soit près de la moitié de leur armée, lorsque leurs enrôlements prirent fin en mars 1862.
En décembre, le Congrès confédéré tente d'inciter au réengagement en offrant des primes, un congé de soixante jours et la possibilité de rejoindre de nouveaux régiments avec de nouvelles élections d'officiers. Robert Lee déclara cet acte désastreux et soutenu que la conscription obligatoire était essentielle pour gagner la guerre. En avril 1862, le Congrès promulgue la première loi sur la conscription de toute l'histoire américaine.

## Admissibilité au service militaire
La loi du 16 avril 1862 rend tous les hommes blancs, âgés de 18 à 35 ans, disponibles pour le service militaire pendant trois ans. Les volontaires d'un an voient leur période d'enrôlement prolongée de deux ans. Le projet serait administré par le secrétaire confédéré à la guerre qui établirait des projets de quotas pour les différents États de la Confédération. Le 27 septembre 1862, le Congrès étend la limite d'âge à 45 ans, le 17 février 1864, tous les hommes blancs, âgés de 17 à 50 ans deviennent disponibles au service militaire pour une durée illimitée (« pour la guerre »), bien que les 17 à 18 ans et les 45 à 50 ans, constitueraient une réserve de défense de l'État, ne servant pas en dehors de leur État de résidence.

## Substitution au service militaire
Toute personne enrôlée pour le service militaire avait le droit d'engager un homme pour servir à sa place. Le remplaçant ne pouvait pas être une personne disponible pour le service militaire en vertu de la loi sur la conscription et devait être apte au service. Cette disposition fut fortement critiquée et finalement abolie par le Congrès le 28 décembre 1863. Le 5 janvier 1864, ceux qui avaient embauché des remplaçants devinrent éligibles à la conscription.

## Exemptions au service militaire

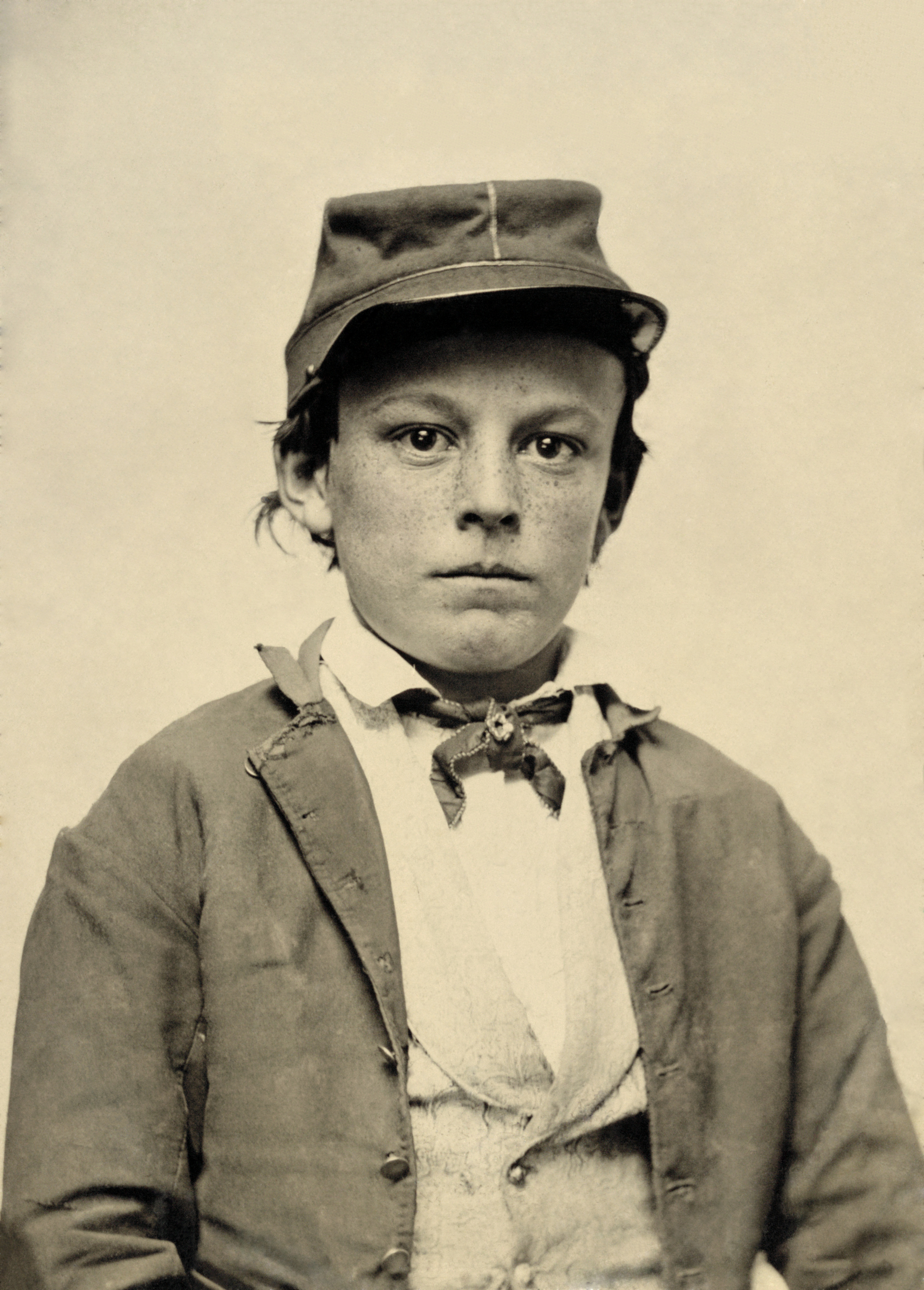
Soldat mineur

Afin de soutenir une société civile et de maintenir la production de munitions de guerre, une loi du 21 avril 1862 exempte de la conscription les personnes exerçant un certain nombre de professions dites « réservées ». Parmi les personnes exemptées figuraient des fonctionnaires confédérés de l'État, des ministres chrétiens, des professeurs et des enseignants, des pharmaciens, des préposés aux hôpitaux, des ouvriers des mines, des fonderies, des usines de coton et de laine. Le 11 octobre 1862, un nouvel acte d'exemption est approuvé, parmi d'autres changements il exempte aussi les surveillants sur des plantations de plus de 20 esclaves. Lorsque, le 17 février 1864, le Congrès étend la conscription aux hommes de 50 ans, il limite aussi le nombre d'occupations réservées.

## Élection des officiers

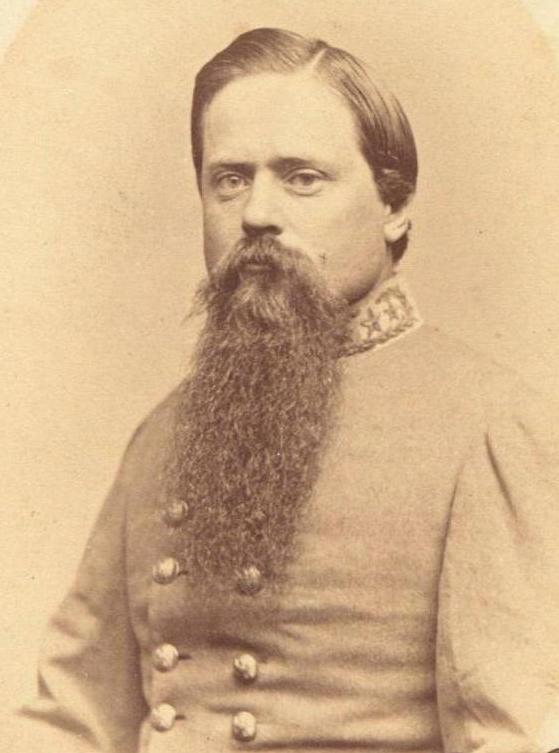
Fitzhugh Lee fut élu colonel de la 1re cavalerie de Virginie lors des élections mandatées par la première loi sur la conscription.

L'un des objectifs de la loi de 1862 est d'encourager le bénévolat, par conséquent chaque régiment existant est autorisé à élire de nouveaux officiers, 40 jours après l'entrée en vigueur de la loi. Les hommes éligibles peuvent se porter volontaires dans un régiment de leur choix et participer à l'élection des officiers, à condition de le faire dans les 40 jours.
Des directives similaires furent émises concernant les nouvelles catégories d'hommes éligibles au service militaire en vertu de la loi du 17 février 1864 (voir ci-dessus). Ils pouvaient dans les 30 jours, à l'est du Mississippi, et dans les 60 jours à l'ouest, former des compagnies de volontaires et élire leurs propres officiers, et ainsi servir comme minutemen. Ceux qui ne se porteraient pas volontaires étaient toujours formés en compagnies et en régiments, élisant leurs propres officiers.

## Débat sur la conscription
La première proposition pour une conscription confédéré est venue de Robert E. Lee. Avec l'approbation du président Jefferson Davis, Lee chargea le capitaine Charles Marshall de son état-major de rédiger le texte d'un projet d'acte de conscription. Le président Davis pensait qu'un projet était la seule solution disponible à la crise des effectifs militaires confédérés. Le recrutement militaire obligatoire garantirait également que la défense du Sud concerne tous les citoyens, et pas seulement les membres les plus patriotes de la société. Mais tous les membres du Congrès confédéré n'étaient pas d'accord avec le président. Le sénateur Texan William Simpson Oldham, affirma que le projet remettrait en question le courage et l'individualisme des peuples du Sud, tout en menaçant la société du Sud d'une centralisation militaire et d'un despotisme aux proportions européennes. Mais l'urgence militaire permit au projet de passer facilement dans les deux chambres, et il devenu loi le 16 avril 1862.
La première loi sur la conscription a également été sévèrement critiquée par de nombreux adeptes de la « démocratie jeffersonienne » en dehors du Congrès. Parmi eux se trouvait l'un des critiques les plus endurés de la centralisation du pouvoir par le gouvernement confédéré pendant la guerre de sécession, le gouverneur Joseph E. Brown de Géorgie. Il considérait la loi comme inconstitutionnelle, puisque la Constitution confédérée n'accordait pas explicitement au gouvernement le pouvoir d'introduire le service militaire universel. Selon James M. McPherson, le président Davis répondit à ses critiques par des arguments fédéralistes traditionnels : la conscription était « nécessaire et appropriée » afin d'effectuer le mandat constitutionnel du gouvernement et d'assurer la défense commune. D'autres, comme le gouverneur de l'Alabama, John Gill Shorter, critiquèrent le projet pour des raisons morales ; la cause du Sud ne pouvait être sauvée que par les sacrifices d'hommes épris de liberté. Pour un sénateur du Texas, Louis Wigfall, un tel discours était insensé: « Nous devons avoir des bataillons puissants ».
La deuxième loi sur la conscription passa rapidement le Congrès; introduit le 18 août, elle fut adoptée le 27 septembre 1862. Seuls les sénateurs Oldham du Texas et Orr de Caroline du Sud votèrent contre au Sénat. Bien que le Texan Caleb Herbert ait sévèrement dénoncé l'acte à la Chambre, deux de ses collègues remirent en question sa légitimité à parler au nom du Texas entier et soutinrent que le peuple de le Confédération comprenait la nécessité d'un tel projet et que le temps des doutes constitutionnels était révolu depuis longtemps. Le troisième acte de conscription du 17 février 1864 fut adopté sans opposition sérieuse. Même si d'autres comme le sénateur Texan Wigfall exigèrent un projet encore plus étendu. En dehors du Congrès, cependant, la clameur contre la conscription atteignit de nouveaux sommets. Le vice-président Alexander Stephens, soutenu par Robert Toombs, déclarera le projet inutile et inconstitutionnel.
Le débat sur la conscription n'était qu'une facette de la lutte politique dans la Confédération entre les détracteurs du pouvoir centralisé, qui considéraient la conscription, la suspension de l'habeas corpus et d'autres actions du gouvernement confédéré comme une menace pour les libertés fondamentales; et les défenseurs de ces actions, qui y voyaient un gouvernement central fort, et surtout un exécutif puissant, comme essentiel pour le maintien de l'indépendance du Sud face aux grandes armées de l'Union bien décidées à la détruire,. La plupart des critiques avaient leur base politique dans des États comme la Géorgie ou la Caroline du Sud par exemple, assez éloignés des plus importantes opérations militaires (au début de la guerre uniquement). Les défenseurs les plus rigoureux d'une législation militaire forte, en revanche, étaient des membres du Congrès et des sénateurs élus du Kentucky et du Missouri, pratiquement exilés de leurs États d'origine occupés par l'Union et sévèrement divisés.

## Résistance à la conscription

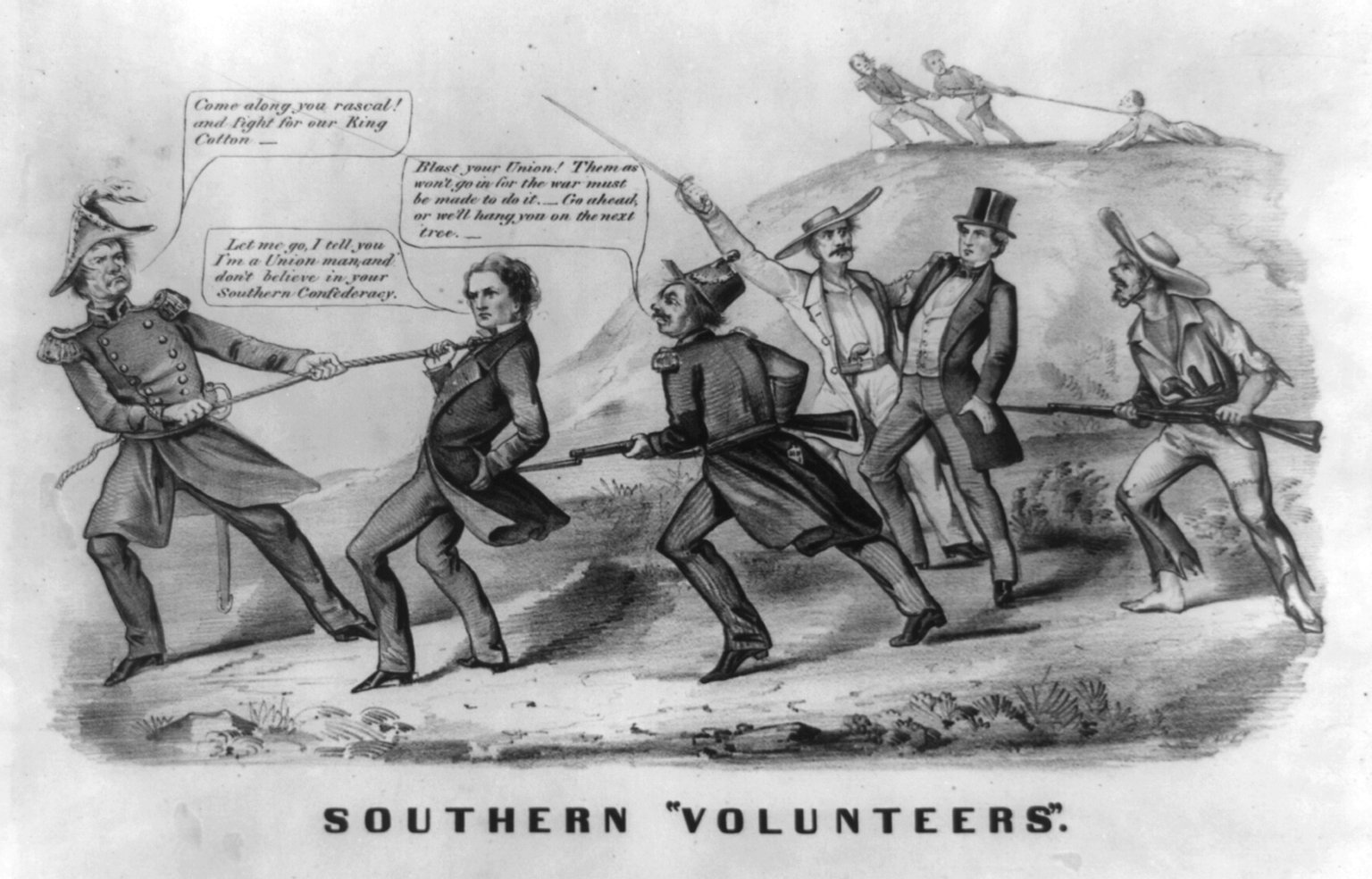
Tirage confédérée anti-conscription

La substitution et la loi d'exemption du 11 octobre 1862, bientôt surnommée la « loi des vingt nègres » suscitèrent de nombreuses réactions hostiles de la part des membres les plus pauvres de la société du Sud et se répandirent dans les recrues enrôlées dans l'armée, suscitant des inquiétudes sur le moral des combattants. Alors que la substitution est finalement abolie, la présence d'hommes blancs dans les plantations est considérée comme indispensable dans une société esclavagiste. Les préoccupations ne concernent pas seulement le maintien de la productivité du travail asservi, mais aussi le besoin perçu de protéger les femmes blanches des hommes noirs.
Le mécontentement devient généralisé et trouve même son chemin au sein de l'élite politique. La législature de Caroline du Nord voulait que la « loi des vingt nègres » soit abrogée car considérée comme privilège pour les riches. Les sentiments pacifiques sont forts dans la région confédérés des Appalaches et la conscription en est l'une des principales causes. Tout en critiquant le président Davis, le gouverneur Zebulon Vance réussi à maintenir son état productif, empêchant toute menace sérieuse à l'effort de guerre. L'opposition politique en Géorgie n'est pas non plus une menace sérieuse pour la politique militaire confédérée, malgré les déclarations bruyantes du gouverneur Brown. Il réussit à manipuler le système afin d'exempter tous les fonctionnaires civils et militaires de l'État de la conscription. Pourtant, il échoue lorsqu'il tente de construire un bloc d'opposition dans l'État, avec le soutien du vice-président Alexander Stephens et de Robert Toombs.
À partir de 1863, plusieurs États promulguent des lois protégeant les fonctionnaires civils et militaires de l'État de la conscription. La Caroline du Nord et le Mississippi exemptent presque tous les officiers de l'État, des comtés et des milices d'officiers. Ces lois sont généralement confirmées par les tribunaux d'État, les tentatives pour que les tribunaux émettent des habeas corpus afin de libérer les hommes enrôlés dans l'armée confédérée échouent dans tous les États sauf la Caroline du Nord. En Géorgie, la Cour suprême de l'État confirme la constitutionnalité de la conscription, dans une décision attaquée par le gouverneur Brown, mais défendue par le législateur. La Cour suprême de Caroline du Nord cependant n'hésite pas à émettre des brefs d'habeas corpus au nom des conscrits et déclare que les tribunaux des États ont une compétence concurrente avec les tribunaux confédérés dans de tels cas. Pourtant, le secrétaire à la guerre refuse d'accepter les décisions des tribunaux.
Les agriculteurs du Piedmont de Caroline du Nord voient leur vie gravement perturbée par la conscription. Trois ans dans l'armée signifiaient de graves difficultés pour leurs familles ainsi qu'un risque de perdre tout le travail qu'ils avaient apportées à leurs fermes. Lors de réunions publiques, ils exprimèrent leur opposition aux divers actes de conscription. Une fois forcés à entrer dans l'armée, beaucoup ne reste pas ; la désertion se généralise. De retour chez eux, ils créent des groupes secrets d'autodéfense afin de rester en dehors de l'armée. Les gardes à domicile locaux sont chargés d'appréhender les déserteurs, mais la résistance de la communauté rend leurs missions difficiles; à la fin de la guerre, 12 000 Caroliniens du Nord s'étaient enfuis de l'armée confédérée (soit environ 10% de l'effectif total de l'État). Dans les régions montagneuses pauvre de l'État, un groupe de résistance armée montre sa force. Alors que les agriculteurs du Piedmont résistants à la conscription s'identifient toujours à la cause du Sud, bien que rechignant devant les actions extrêmes du gouvernement confédéré, les montagnards rejettent le concept d'être gouvernés par ce qu'ils perçoivent comme une oligarchie esclavagiste. Des actions armées entre les résistants à la conscription et les troupes gouvernementales ont lieu, avec plusieurs centaines, voire milliers de résistants combattant les Home Guards confédérés et l'armée confédérée.
La résistance à l'insoumission, la désertion, l'unionisme sudiste latent et l'opposition armée au gouvernement confédéré créent une situation semblable à une guerre civile dans la guerre civile pour certaines régions du Sud. Dans ces régions, des « régulateurs » anti-gouvernementaux contrôlent des comtés entiers et mènent une guerre partisane contre l'autorité confédérée. Certains d'entre eux s'alignent sur des organisations unionistes et pacifistes telles que l'Arkansas Peace Society et les Red Strings. Selon l'historien David Williams, en 1864, le projet du Sud était devenu pratiquement inapplicable. D'autres chercheurs affirment que les difficultés du projet dans le sud, où la main-d'œuvre était plus rare que dans le nord, contribuèrent à la défaite confédérée.

## Annexe 3: Classes exemptées en vertu de la loi du 17 février 1864
- Tous ceux au service ou à l'emploi des États confédérés (fonctionnaires).
- Tous les officiers judiciaires et exécutifs des gouvernements confédérés ou des États.
- Tous les membres des deux chambres du Congrès et des législatures des États, et leurs officiers respectifs.
- Tous les greffiers des officiers des gouvernements confédérés et des États autorisés par la loi.
- Tous les facteurs, passeurs sur les voies postales, pilotes et personnes affectées aux services maritimes, personnes en service effectif sur les voies de transport fluviales et ferroviaires, opérateurs télégraphiques.
- Tous les ministres du culte exerçant régulièrement leurs fonctions ministérielles.
- Tous ceux engagés dans l'exploitation de mines de fer, de fours et de fonderies.
- Tous les compagnons imprimeurs employés à l'impression de journaux.
- Tous les directeurs et professeurs de collèges, enseignants ayant jusqu'à 20 boursiers.
- Tous les surintendants d'hôpitaux publics, d'asiles mentaux ainsi que les infirmiers réguliers et préposés qui s'y trouvent
- Tous les enseignants employés dans les institutions pour sourds-muets et aveugles.
- Dans chaque magasin d'apothicaire maintenant établi et en activité, tout apothicaires en règle qui est un pharmacien pratique
- Tous les surintendants et ouvriers dans les usines de laine et de coton[11].

## Annexe 1: Classes exemptées en vertu de la loi du 21 avril 1862

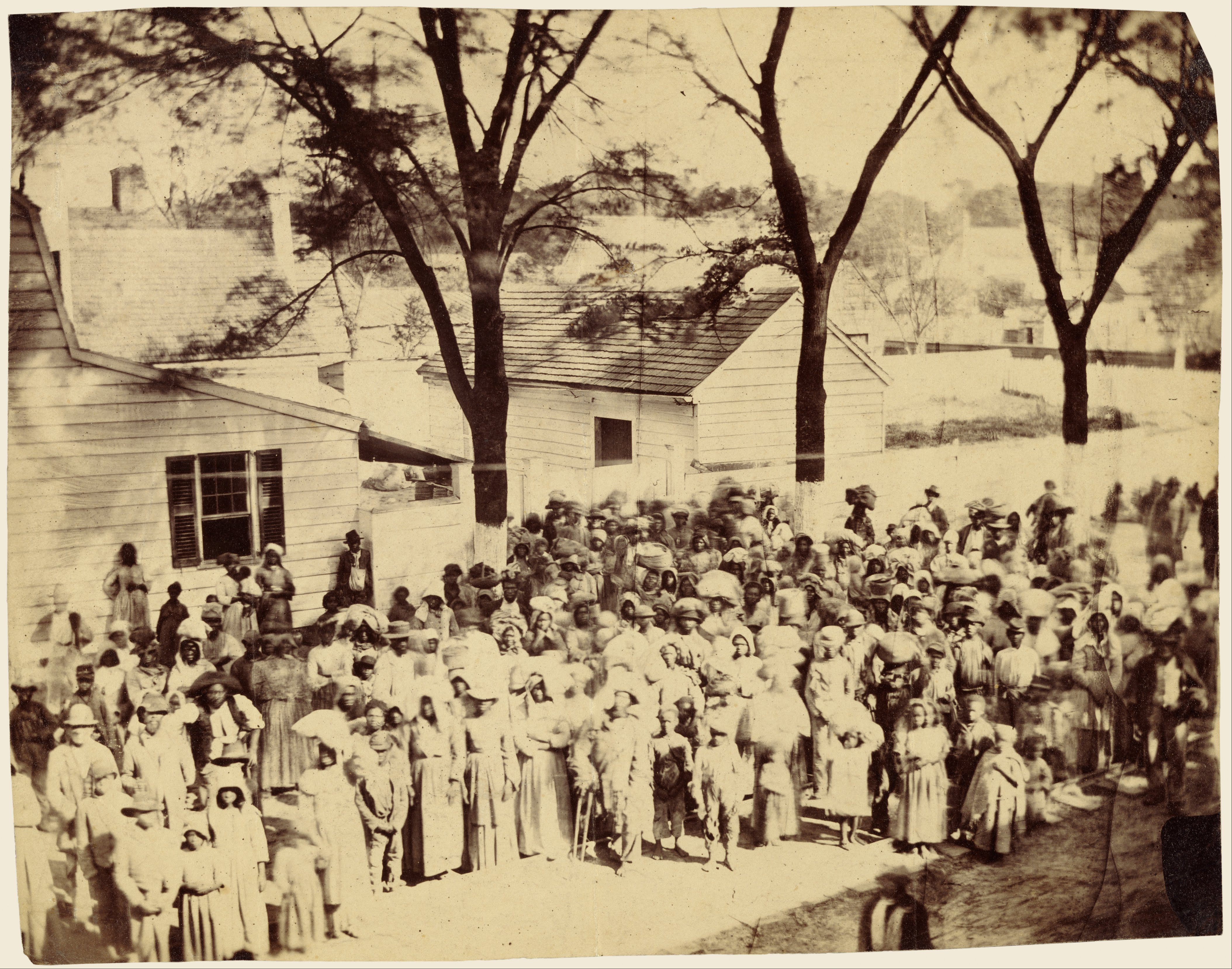
La « loi des vingt nègres » fut l'élément le plus controversé de la loi du 11 octobre 1862.

- Le vice-président des États confédérés, les membres et les officiers du Congrès et de plusieurs législatures d'État, et les autres officiers confédérés ou d'État que le président ou les gouverneurs des États respectifs peuvent certifier nécessaires.
- Tous les ministres du culte autorisés à prêcher selon les règles de leurs églises et qui, au passage de cet acte, sont régulièrement employés à l'exercice de leurs fonctions ministérielles
- Tous les surintendants et médecins des asiles pour sourds, muets, aveugles et aliénés.
- Le rédacteur pour chaque journal publié au passage de la présente loi, et les employés indispensables à la publication de ce journal.
- Tous les imprimeurs publics des gouvernements confédérés et des États, et les compagnons imprimeurs indispensables à l'impression publique.
- Un apothicaire qualifié dans chaque pharmacie, qui exerce ses activités en tant que tel depuis le 10 octobre 1862 et qui a poursuivi ladite activité sans arrêt depuis lors.
- Tous les médecins (hors dentistes) âgés de plus de 30 ans, exerçant et ayant exercé au cours des 7 dernières années une pratique effective et régulière.
- Tous les directeurs et professeurs de collèges, séminaires théologiques, académies et écoles (de plus de 20 élèves), qui ont été régulièrement engagés comme tels pendant deux ans avant l'adoption de la présente loi.
- Tous les surintendants des hôpitaux publics établis par la loi avant l'adoption de la présente loi, ainsi que les médecins et infirmières indispensables.
- Tout agriculteur ou surveillant sur chaque ferme ou plantation sur laquelle il y a au moins 15 ouvriers agricoles valides âgés de 16 à 50 ans, et aucun homme blanc adulte non éligible au service militaire, à condition que l'exempté vende dans les 12 mois au gouvernement à prix fixe 100 livres de lard ou de porc pour chaque esclave âgé de 16 et 50 ans, et s'engage à vendre au gouvernement ou aux familles de soldats des provisions et des céréales à prix fixe.
- Tous les présidents, trésoriers, auditeurs, surintendants et autres officiers et employés indispensables de toute compagnie de chemin de fer engagée dans le transport pour le gouvernement, ne dépassant pas une personne pour chaque mile de chemin de fer effectivement utilisé pour le transport militaire
- Entrepreneurs pour le transport du courrier, et les chauffeurs de voitures postales.
- Le secrétaire à la guerre peut, sur instruction du président, exempter d'autres personnes pour des raisons de nécessité publique ou dans l'exercice de l'agriculture.
- Aucune personne ayant été jusqu'ici exemptée pour des motifs religieux, et qui a payé les impôts prélevés pour le revivre du service, ne sera tenue de faire le service militaire en vertu de la présente loi[6].

Par une loi du 14 avril 1863, le Congrès exempte en outre du service militaire les entrepreneurs chargés du transport du courrier et les chauffeurs de voitures de poste et de chevaux.

## Annexe 2: Classes exemptées en vertu de la loi du 11 octobre 1862
- Le vice-président des États confédérés, les officiers judiciaires et exécutifs des gouvernements confédérés et des États, y compris les maîtres de poste nommés par le président et confirmés par le Sénat, les greffiers dans leurs bureaux approuvés par le ministre des Postes (à l'exclusion de tous les autres maîtres de poste et greffiers).
- Tous les membres des deux chambres du Congrès confédéré et des législatures des différents États, ainsi que de leurs officiers respectifs (à l'exception des officiers d'État que plusieurs États ont déclarés ou peuvent déclarer par la loi comme étant passibles du devoir de milice), tous les commis maintenant dans les bureaux des gouvernements confédérés et des États autorisés par la loi recevant des salaires ou des honoraires.
- Toutes les troupes volontaires levées par un État depuis la loi du 16 avril 1862, tant que ces troupes sont en service actif sous l'autorité de l'État (à l'exception des personnes éligibles au service militaire en vertu de la loi du 16 avril 1862).
- Tous les pilotes et personnes engagées dans le service de la marine marchande.
- Tous les présidents, surintendants, chefs de train, trésoriers, commis en chef, ingénieurs, gérants, agents de gare, chefs de section, ouvriers de voie experts pour chaque section de huit milles, mécaniciens en service actif et employés des compagnies de chemin de fer (non compris les ouvriers, les porteurs et les messagers).
- Tous les présidents, surintendants généraux et opérateurs de sociétés télégraphiques, ainsi que surintendants et opérateurs locaux de ces sociétés (ne dépassant pas quatre dans chaque localité, sauf dans la capitale des États confédérés).
- Tous les présidents, surintendants, capitaines, ingénieurs, commis en chef et mécaniciens au service actif des compagnies s'occupant des transports fluviaux, capitaines de bateaux et ingénieurs qui y sont employés.
- Le rédacteur pour chaque journal publié au passage de la présente loi, et les employés indispensables à la publication de ce journal.
- Tous les imprimeurs publics des gouvernements confédérés et des États, et les compagnons imprimeurs indispensables à l'impression publique.
- Tous les ministres du culte autorisés à prêcher selon les règles de leurs églises et qui sont régulièrement employés dans l'exercice de leurs fonctions ministérielles.
- Tous les médecins qui sont et ont été au cours des 5 dernières années en pratique effective et régulière.
- Tous les cordonniers, tanneurs, forgerons, charretiers, meuniers et leurs ingénieurs, mécaniciens de chantier, qualifiés et employés, travaillant pour le public.
- Tous les surintendants des hôpitaux publics, des asiles mentaux, médecins réguliers, infirmières et préposés, enseignants employés dans les institutions pour sourds, muets et aveugles.
- Dans chaque magasin d'apothicaire maintenant établi et en activité, tous les apothicaires en règle qui sont pharmacien pratique.
- Tous les surintendants et opérateurs d'usines de laine et de coton, papeteries, et surintendants et gérants de cardes de laine.
- Tous les directeurs et professeurs des collèges, séminaires théologiques, académies et écoles, qui ont été régulièrement engagés comme tels pendant deux ans avant le passage de la présente loi.
- Tous les artisans, mécaniciens et employés des établissements de l'Etat pour la fabrication de munitions de guerre, selles, harnachements et fournitures militaires.
- Tous les artisans, mécaniciens et employés dans l'établissement des entreprises de l'État fournissant des munitions de guerre.
- Tous les surintendants, gérants, mécaniciens et mineurs employés à la production de sel jusqu'à vingt boisseaux par jour, de plomb et de fer, toutes les personnes occupées à faire du coke pour la fonte et la fabrication du fer, les mineurs réguliers dans les mines de charbon et les charbonniers engagé dans la fabrication de charbon de bois pour la fabrication de fonte et de barres (à l'exclusion des ouvriers, des messagers, des wagons et des domestiques, à l'exception de l'établissement du gouvernement et de l'entrepreneur gouvernemental).
- Tous citoyens de sexe masculin avec 500 têtes de bétail, 250 têtes de chevaux ou de mulets, et un berger pour 500 têtes de moutons (à condition qu'il n'y ait pas de mâle adulte blanc non soumis au service militaire engagé dans l'élevage dudit bétail).
- Toutes personnes, soit en tant que propriétaire, agent ou surveillant, sur chaque plantation sur laquelle une personne blanche doit être détenue par les lois de n'importe quel État, ou dans les États qui n'ont pas de telles lois, une personne en tant que propriétaire, agent ou surveillant, sur chaque plantation de vingt « nègres » et pour chaque tranche de vingt « nègres » sur deux ou plusieurs plantations à moins de cinq milles l'une de l'autre, chacune ayant moins de vingt « nègres » le plus ancien des propriétaires de surveillants de ces plantations (à condition qu'il n'y ait pas de mâle adulte blanc non assujetti au service militaire sur les plantations).
- Tous les membres du régiment levé par l'État du Texas pour la défense des frontières.
- Tous les membres de la Société religieuse des Amis et de l'association des Schwarzenau Brethren, Nazaréens et Mennonites (à condition qu'ils paient une taxe de 500 $ chacun ou qu'ils engagent un remplaçant).
- Toutes les autres personnes que le président doit satisfaire pour des raisons de justice, d'équité ou de nécessité doivent être exemptées[12].

## Bibliobraphie
- Bell, Walter F. (2013). « Draft Dodgers » Dans Tucker, Spencer C.: American Civil War: The Definitive Encyclopedia and Document Collection. Santa Barbara, California.
- Cline, Tyler (2014). « Class Conflict and the Confederate Conscription Acts in North Carolina, 1862-1864 ». Honors College, 164.
- Cooper, William J., Jr. (2001). Jefferson Davis, American. New York: Vintage Books.
- Mathews, James M. (1862) « Public Laws of the Confederate States of America, Passed at the First Session of the First Congress; 1862 ». The statutes at large of the Confederate States of America. Richmond: R.M. Smith, Printer to Congress.
- Mathews, James M. (1862a) « Public Laws of the Confederate States of America, Passed at the Second Session of the First Congress; 1862 ». The statutes at large of the Confederate States of America. Richmond: R.M. Smith, Printer to Congress.
- Mathews, James M. (1863) « Public Laws of the Confederate States of America, Passed at the Third Session of the First Congress; 1863 ». The statutes at large of the Confederate States of America. Richmond: R.M. Smith, Printer to Congress.
- Mathews, James M. (1864). « Public Laws of the Confederate States of America, Passed at the Fourth Session of the First Congress; 1863-64 ». The statutes at large of the Confederate States of America. Richmond: R.M. Smith, Printer to Congress.
- James M McPherson, Battle Cry of Freedom, Penguin Books, 1990
- Morgan, Meghan Hamilton (2002). « A Brief History of Conscription 1812-2002 ». University of Tennessee Honors Thesis Projects.
- Rable, George C. (1994). The Confederate Republic. The University of North Carolina Press.
- Ramage, James A. (2010). Gray Ghost. The University Press of Kentucky.
- Thomas, Emory M. (1997) Robert E. Lee. New York: W.W. Norton & Company.
- White, G. Edward (2011). « Recovering the Legal History of the Confederacy ». Washington and Lee Law Review 68.
- Williams, David (2008). Bitterly Divided: The South's Inner Civil War. New York: The New Press.